# Provincia de Hentiy
La aymag de Hentiy es una de las 21 aymags (provincias) de Mongolia. Está situada en el este del país, del cual toma una extensión de 80.311 kilómetros cuadrados, para una población total de 70.946 habitantes (datos de 2000). Su capital es Öndörkhaan.
Este es conocido como el lugar de nacimiento de Temujin, fundador y primer kan del imperio mongol, el cual bajo sus sucesores terminaría siendo el segundo más extenso de la historia.